# Amina Khoulani
Amina Khoulani és una supervivent siriana de les presons de Baixar al-Àssad que es va exiliar a Manchester el 2014. Des de llavors, ha fet campanya per a altres presos i ha ajudat a donar suport a les seves famílies. Va ser escollida Dona Coratge el març de 2020.
El 2013 va ser arrestada després de les protestes pacífiques a Síria. Khoulani va passar mig any empresonada, però el seu marit estaria dos anys i mig a la presó de Sadnaya. 140.000 sirians van entrar sense càrrecs en diferents presons i els seus tres germans moriren a la presó.
El 2014 va deixar Síria. Khoulani es va dedicar a fer campanya per l'alliberament d'altres presos sirians i el 2017 va ser una de les fundadores de l'entitat Families for Freedom, una organització benèfica britànica que ajuda les famílies dels detinguts o desapareguts. El 4 de març de 2020 va rebre el Premi Internacional Dona Coratge, atorgat per la Secretaria d'Estat dels Estats Units. Després de la cerimònia, es va establir a Birmingham (Alabama).
Khoulani està casada. Tenen tres fills i viuen al poblet de Heald Green, al municipi de Chadderton.